# フェアチャイルド F8

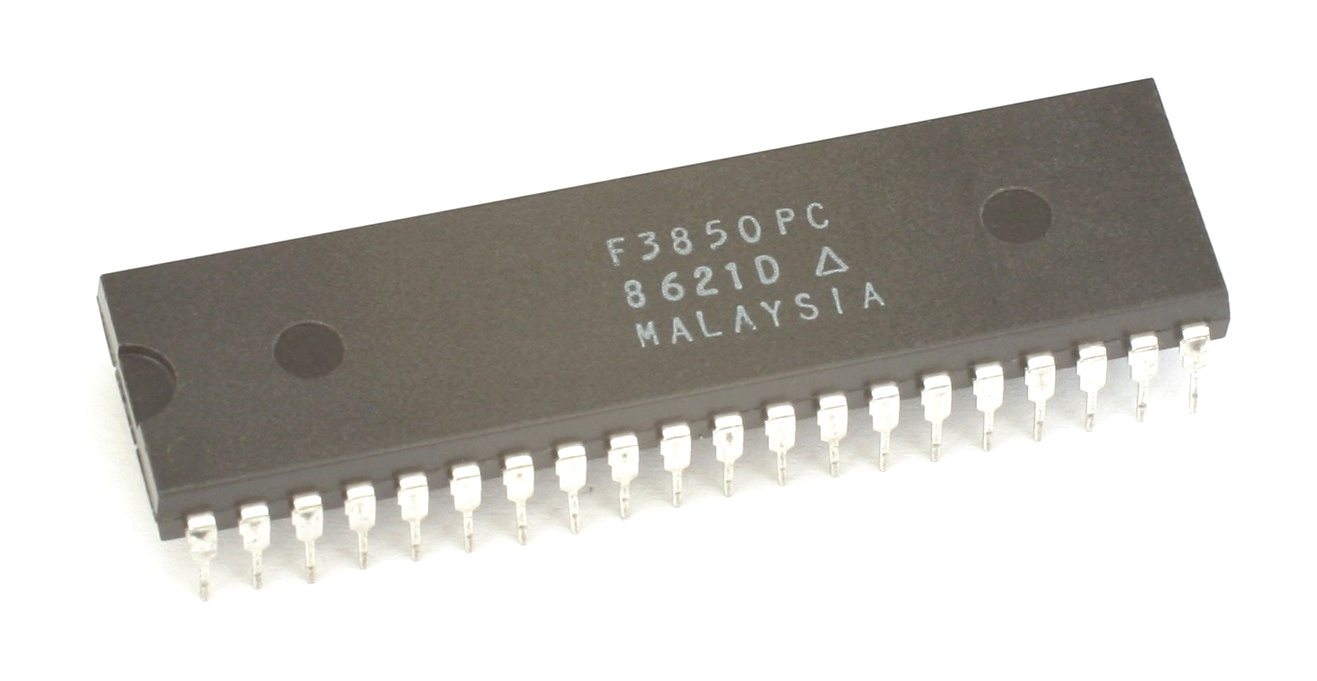
F8のメインチップである3850

フェアチャイルド F8 は、フェアチャイルドセミコンダクターが開発した8ビットマイクロプロセッサ。

## 概要
1974年8月発売。開発責任者は元々ジェネラル・インストゥルメントでマイクロプロセッサの設計を指揮していたDavid Chungが務めた。
当時のフェアチャイルドの製造技術の問題から、F8は最低でも2チップ、通常は4チップで構成された。最小構成は、メイン処理を行う3850とストレージの3851の2チップで、通常はこれにメモリインタフェースの3852/3853とDMAの3854を加えた4チップとなる。
F8 本体はアドレスバスを持たず、メモリ上のプログラムやデータは別ユニットでアクセスされる。これによってピン数を減らし、コストを削減していた。
また64本のレジスタを持ち、8本を一組とする一種のレジスタ・ウィンドウのように使用した。これを ISAR と呼ぶ。そのため、小さなプログラムであればコールスタックを必要としない。また、F8を構成する2チップ以外に周辺チップを必要としないという特徴があった。
ISARを使うと、サブルーチン呼び出し時にレジスタ群をセーブする必要がないので、高速で動作できた。特殊レジスタは9番から15番のレジスタに格納されており、8番までのレジスタに直接アクセスする。他のレジスタにアクセスするには、ISARという特殊レジスタの内容を書き換えることで見えるレジスタを入れ替えて使う。
1977年、F8をシングルチップ実装としたもの（Mostek 3870）がリリースされた。1976年には、フェアチャイルド自身が開発したゲーム機フェアチャイルド・チャンネルFで F8 が使われた。また、1977年にはVideoBrainというホビーパソコンで使われた。F8はIntel 8048などのCPUに影響を与えた。
日本では、パチンコ・パチスロ機のメイン基板のCPUとしてF8を使用した例が見られる（アークテクニコ「アニマル」等）。